# Ex ospedale Morgagni

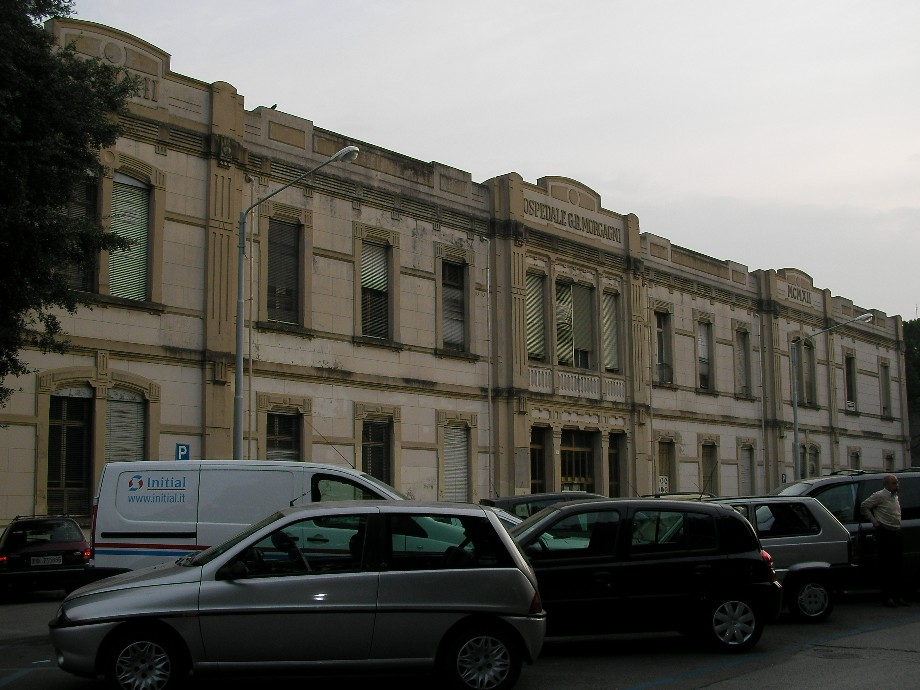
L'ex ospedale Morgagni prima della ristrutturazione del 2011.

L'ex ospedale civile Giovan Battista Morgagni sito in Borgo Cotogni in pieno centro storico di Forlì è un vasto complesso a padiglioni dell'inizio del Novecento, sede per oltre 80 anni dell'ospedale civile della città. Dal 2004 l'ospedale si è trasferito a Vecchiazzano, unificandosi con il Pierantoni e formando l'ospedale Morgagni - Pierantoni.

## Storia
L'antico ospedale Casa di Dio, attivo fin dal 1772 e ubicato nel palazzo del Merenda in pieno centro a Forlì, già nell'800 si era rivelato inadeguato, tanto da rendere necessario un primo ampliamento tra il 1824 e il 1848 e la sua definitiva sostituzione con la costruzione del primo nucleo dell'ospedale Morgagni a partire dai primi anni del 900. Inizialmente la nuova struttura era dedicata ad Aurelio Saffi, ma nel 1921 venne intitolata all'anatomista forlivese Giovanni Battista Morgagni.
La struttura, per l'epoca all'avanguardia, era situata in un ampio parco nel centro storico di Forlì, in cui trovavano posto i sette padiglioni ospedalieri: il padiglione d'ingresso, il padiglione principale, il fabbricato servizi generali, il padiglione per malati di tubercolosi (Pneumologia), il padiglione per malati infettivi (Celtico), il servizio necroscopico e la lavanderia. A partire dal 1937 iniziarono i primi ampliamenti, sia con l'ingrandimento di alcuni padiglioni esistenti, sia con l'aggiunta del padiglione Chirurgia e della camera mortuaria. Tali ampliamenti proseguirono nel 1952 e 1964 con i padiglioni Rivalta e Ortopedia. Se all'inizio delle espansioni si era tentato di rispettare l'impianto planivolumetrico di inizio secolo, gli interventi fatti nel secondo dopoguerra portarono all'alterazione dell'equilibrio architettonico del complesso.
Il Morgagni fin dall'inizio della sua attività è stato sempre utilizzato come ospedale centrale di Forlì, ma a partire dal 1973 è iniziato il graduale trasferimento nel più periferico ospedale Pierantoni che inizialmente ospitava soltanto alcuni settori specialistici. Questo processo è sfociato nella definitiva fusione del 2004, quando la struttura venne totalmente trasferita nel nuovo padiglione Morgagni dell'ospedale Morgagni Pierantoni a Vecchiazzano.

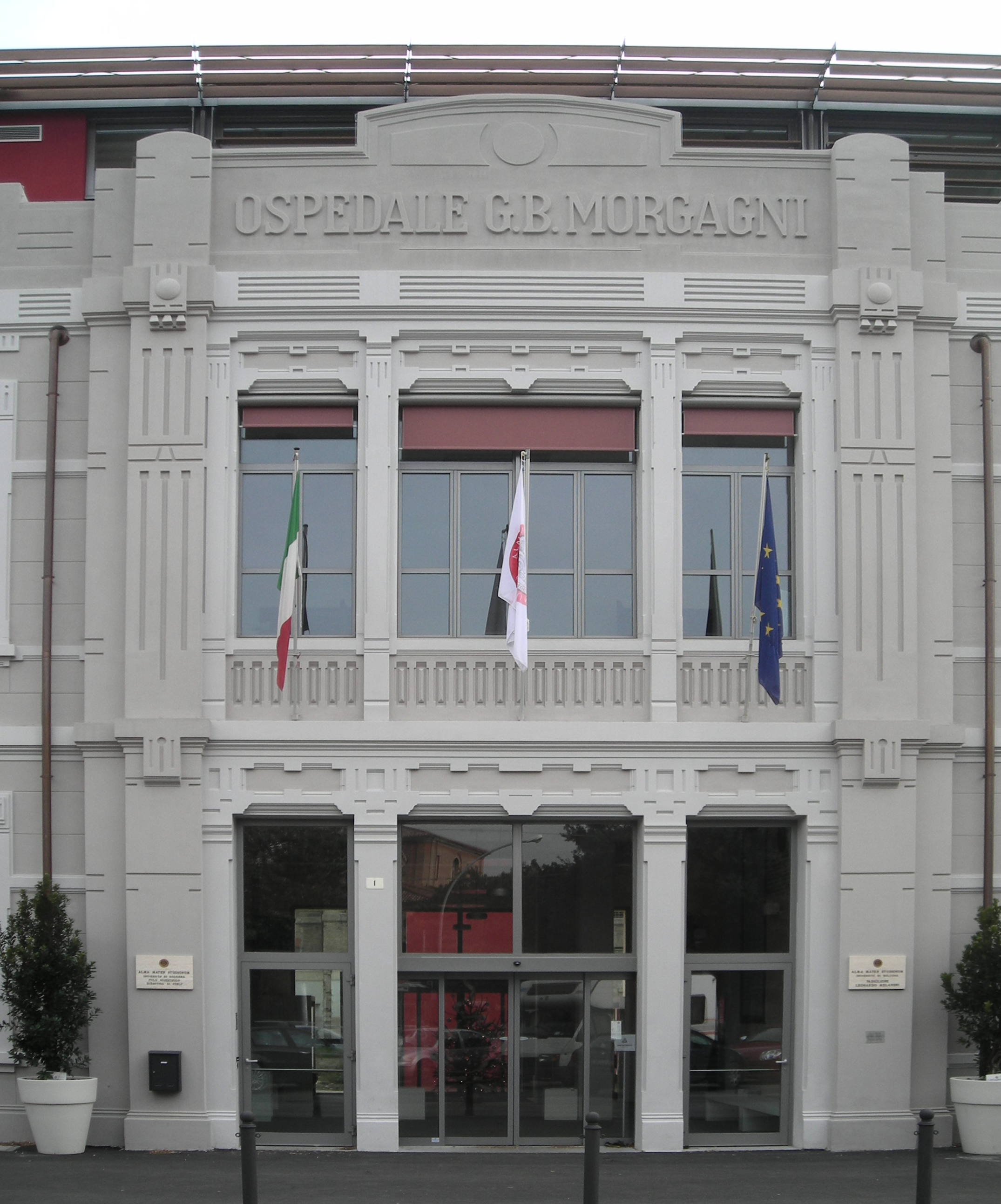
Padiglione d'ingresso dell'ex ospedale, ora sede direzionale e di servizi del Campus di Forlì dell'Università di Bologna. In alto si scorge la sopraelevazione della struttura, effettuata durante la ristrutturazione.

## Nuova destinazione
Nel 1998, con un concorso internazionale volto alla sua riconversione, il comune di Forlì ha destinato l'area dell'ex ospedale al Campus di Forlì dell'Università di Bologna. Il progetto, dal costo previsto di 3,2 milioni di Euro, avrebbe permesso di trovare un'unica sede alle facoltà ed ai servizi universitari fino ad allora distribuiti in tutta la città.
Una volta completata la ristrutturazione dei padiglioni storici, questi accoglieranno l'amministrazione del campus, le scuole, i dipartimenti, la Biblioteca Centrale Roberto Ruffilli e i laboratori informatici e linguistici. Verrà inoltre ultimata la costruzione del Teaching Hub, collegamento pedonale che attraverserà il campus servendo le aule per la didattica, contenute in tre blocchi anch'essi di nuova costruzione.